# Zaouia van Dila
De zaouia van Dila, ook wel Dila'iyya, was een prominente Sufi broederschap in het noorden van Marokko in de 17e eeuw. 
De broederschap werd opgericht door Abu Bakr ibn Muhammad (1537-1612), een leerling van de mysticus Muhammad al-Jazuli (1390-1465), een van de zeven heiligen van Marrakesh. Hoofdkwartier van de broederschap was Dila in de Midden-Atlas. De ruïnes van Dila liggen in de buurt van het plaatsje Ait Ishaq ongeveer 30 kilometer ten zuiden van Khénifra. Onder de opvolger van Abu Bakr, Muhammad ibn Abu Bakr (1612-1637) breidden de broederschap haar invloed uit over de Sanhaja Berber-stammen van de Midden-Atlas en de Hoge Atlas. Het was onder Mohammed al-Hajj (1635-1688), die werd vereerd als een geleerde en heilige, dat de broederschap haar hoogtepunt bereikte. Hun opkomst viel samen met het verval van de Arabische Saadidynastie, dat een groot vacuüm achterliet.
Na 1637, begon de Dilaiyya met de onderwerping van Marokko, waar ze in 1640 Muhammad al-Ayachi in Meknes konden verslaan. Deze al-Ayachi was de heerser van de onafhankelijke Republiek van Bouregreg van Salé, wiens gebieden kort na de inname van Meknes in de handen viel van de broederschap. Na de verovering van Fez in 1641 verbanden zij de leden van de Saadidynastie, waarna zij het gehele noordelijke en centrale deel van Marokko controleerden. Ondertussen had de Alaoui-dynastie haar invloed uitgebreid over grote delen van het zuiden van het land, waaronder Marrakesh. Na een 3-daagse strijd in 1664 nabij Maknes werden de troepen van Dila verslagen, waarna de broederschap veel van haar bondgenoten kwijt raakte. Na dit verlies kreeg de Alaoui-dynastie de bovenhand in Marokko, in 1666 konden zij Fez innemen en in 1668 Dila zelf met de grond gelijk maken. Hiermee kwam de Arabische Alaoui-dynastie in één klap over heel Marokko te regeren, wat ze tot op de dag vandaag nog doen.